# Zbigniew Jerzyna
Zbigniew Jerzyna (ur. 9 maja 1938 w Warszawie, zm. 29 listopada 2010 tamże) – polski poeta, dramaturg, eseista, edytor.

## Życiorys
Urodził się w rodzinie Edwarda Jerzyny, księgowego i Marianny z domu Zaród. Studiował filologię polską na Uniwersytecie Warszawskim. Debiutował poezją w „Nowej Kulturze” (1957). Debiut książkowy w 1963 „Lokacje” – poezje. Od 1965 roku należał do PZPR. Był redaktorem „Widzeń”, „Orientacji”, „Integracji” oraz później „Kultury” i „Przeglądu Tygodniowego”. Założyciel Spółdzielni Wydawniczej „Anagram”, długoletni przewodniczący jej Rady Nadzorczej, doradca programowy. Laureat wielu nagród literackich. Jego wiersze i słuchowiska przetłumaczono na 35 języków.
W 2004 roku otrzymał nagrodę literacką im. Władysława Reymonta, a w 2008 roku został odznaczony Srebrnym Medalem „Zasłużony Kulturze Gloria Artis”. Pochowany na cmentarzu Powązkowskim w Warszawie (kwatera 228-5-31/32).

## Twórczość (wybór)
Wydawnictwa

W kolejnych latach wydał m.in. następujące książki: „Kwiecień”, „Realność”, „Coraz słodszy piołun”, „Modlitwa do powagi”, „Przesłanie”, „Wiersze wybrane”, „Erotyki”, „Moment przesilenia”, „Bo myśl z siebie zaczętą”, „Wybór wierszy”, „Małe rapsody”, „Pieczęcie”, „Iskrą tylko” (dramat) – nagroda na Międzynarodowych Targach Książki w Lipsku, „Wędrówka w słowie” (eseje nagroda Księgarzy), „Listy do Edyty”, „A potem już nie” (mały wybór wierszy), „Mówią i inne wiersze”, „Katalog życia i śmierci albo przygody pojęć”, „Zatacza się krąg”, „Saneczki” (ostatni tom wierszy, 2010).
Dramaty

M.in. „Tropy”, „Iskrą tylko” (ok. 200 przedstawień w Teatrze Dramatycznym w Warszawie), „Kto wyprowadzi psa”, „Rozmowy istotne”.
Widowiska telewizyjne

M.in. „Widmo nocnej podróży”, „Gorący ślad”, „Księżyc w ruinach”, „Nike 43”, „Kłosy pochylone”.
Słuchowiska radiowe

M.in.: „Kosztele”, „Syzyf”, „Odejście poety”, „Gasnące kolory”, „Fromborska baszta”, „Dzwonek”, „Pojednanie”, „Gorzkie pocałunki”, „Listy, które płoną”.
Inne prace

Opracował wstępy do książek następujących autorów: Mirona Białoszewskiego, Jana Lechonia, Jana Kochanowskiego, Osipa Mandelsztama, Anny Achmatowej, Rainera Marii Rilkego, Barbary Sadowskiej, Bohdana Wrocławskiego. Napisał wstęp do Antologii „Poeci wyklęci” (od Villona do Morrisona), a także posłowie do zbioru wierszy Piotra M. Cieńskiego „Prozak życia”. Przez kilka dziesięcioleci systematycznie zajmował się krytyką literacką, poza tym napisał około 500 felietonów.
Życie prywatne

Dwukrotnie żonaty. Pierwszą żoną była Anna Wojewoda (obecnie Bisping), a drugą, malarka Marta Gogłuska-Jerzyna.